# Montañas Kipengere
Las montañas Kipengere, también conocidas como Montañas Livingstone, forman una cordillera en el sudoeste de Tanzania y el extremo norte del lago Malawi. Desde la población de Mbeya, la cordillera se dirige hacia el sudeste y forma parte del escarpe oriental del Gran Valle del Rift. Abarca unos cien kilómetros desde la orilla nororiental del lago hasta el río Ruhuhu. El extremo noroccidental de las montañas es también conocido como Montañas Kinga o Montañas Poroto.
Estas montañas tiene en buena parte el aspecto de meseta más que una verdadera sierra, pero su nombre está justificado por el hecho de que junto al lago forma una estrecha cadena con una importante caída a ambos lados. El extremo norte, en la latitud 8º 50' S, está marcado por un escarpe sobre el valle del río Gran Ruaha. En el sur, las montañas Livingstone terminan en el profundo valle del río Ruhuhu, en la latitud 10º 30' S, la primera fractura en las tierras altas que se alcanza viniendo desde el norte.
El conjunto de las montañas, sin embargo, forma una amplia meseta de 25 a 50 km de anchura con una altura que ronda los dos mil metros de altitud, y que se amplía hacia el norte, por encima del lago Malawi, donde se encuentra el parque nacional Kitulo, con una altitud máxima en torno a los 3.000 metros. Más hacia el norte, en la zona de mayor altitud, el extremo norte recibe el nombre de montañas Poroto. Desde aquí, las aguas vierten en el río Gran Ruaha, que se dirige hacia el nordeste y es un afluente del río Rufiji. En el límite nordeste de la meseta, se encuentra la Reserva de caza de Mpanga-Kipengere.
En el extremo noroeste, a occidente de las montañas Poroto, aparece una amplia zona volcánica, formada por las monte Rungwe (2.950 m), con el parque nacional Rungwe, y el lago Ngozi, dentro del cráter de la montaña Ngozi. Forman parte del Gran Valle del Rift que da lugar en su continuación hacia el sur al lago Malawi.

## Geología y clima
La cordillera está formada, en su lado occidental, por encima del lago, por una zona de gneis cortado en una serie de sierras y valles generalmente paralelos a su eje. En el lado oriental, la sierra está formada por cuarcitas, areniscas y conglomerados.
La meseta de Kitulo, al norte, es una meseta volcánica de 273 km² y una altitud por encima de los 2.500 m. Las montañas Poroto también tienen origen volcánico, así como los montes Rungwe y Ngozi.
El clima es suave, por la altitud, y en la estación fría pueden darse heladas por encima de los dos mil metros. 

## BIología
En el catálogo de especies en peligro de Birdlife international aparecen una planta, Duosperma livingstoniense, y dos especies de aves, Hirundo atrocaerulea y Sheppardia lowei.
El parque nacional Kitulo, representativo de las zonas más altas de la meseta, se considera un paraíso para los botánicos y los senderistas, formado por más de 350 especies de plantas. Sin embargo, los estudios realizados por satélite muestran que el 24% del suelo está desnudo, modificado por el hombre para cultivos entre 1973 y 1989, de ahí que se haya creado la reserva para proteger las plantas restantes.
La meseta central, también conocida como tierra altas de Tanzania, por encontrarse muy cercana a los dos mil metros de altitud en su totalidad, está generalmente cubierta de hierba, con algunos bosques en las gargantas, mientras que las laderas que miran al lago están cubiertas de escasas malezas.
En el bosque de Ndumbi (Reserva Forestal del Valle de Ndumbi, 9° 02′ S, 34° 02′ E), al nordeste de Kipengere, hay un bosque seco de coníferas dominado por Juniperus procera.

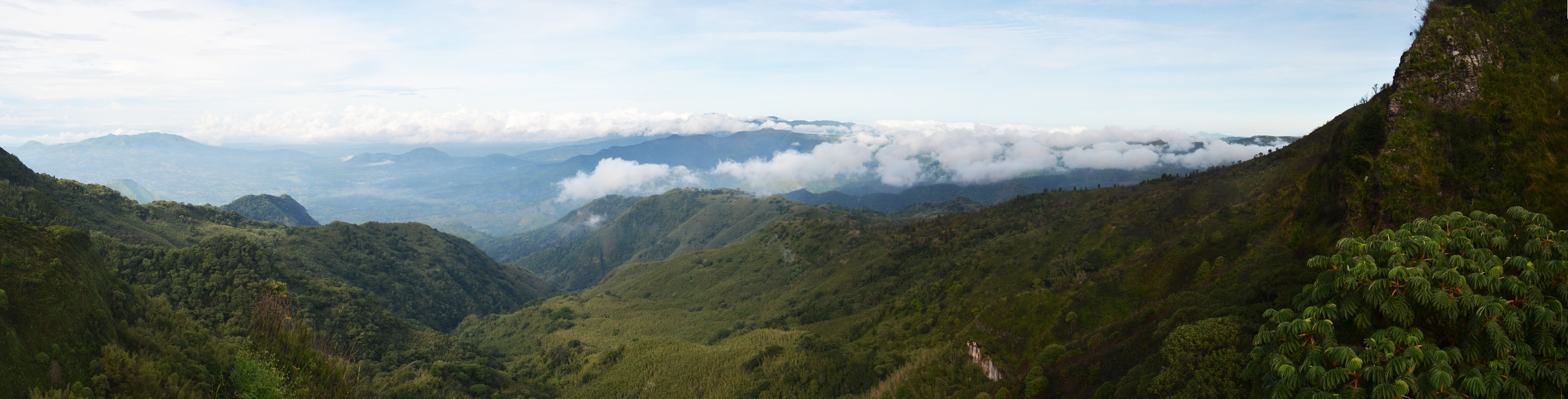
Panorama de las montañas Kipengere y sus bosques tomada desde el extremo occidental de la meseta de Kitulo.